# Die Leute von nebenan
Die Leute von nebenan, in der Ursprungsfassung: An Author Bites the Dust, ist ein Kriminalroman des australischen Schriftstellers Arthur W. Upfield und der zwölfte, in dem er den Detektiv „Bony“ ermitteln lässt.

## Kontexte
Der Roman spielt Ende 1947 und Anfang 1948. Die Hinweise darauf sind, wie oft in den Romanen von Arthur W. Upfield, marginal. Der gerade überstandene Zweite Weltkrieg wird nicht direkt erwähnt, nur Engpässe bei der Versorgung mit bestimmten Verbrauchsgütern, die auf den Krieg zurückzuführen sind.
Der größte Teil der Handlung ereignet sich im Umfeld der fiktiven Siedlung Yarrabo, die der Autor in der Nähe von Warburton und dem Mount Donna Buang im australischen Bundesstaat Victoria, etwa 60 km östlich von Melbourne, in den Australischen Alpen, verortet. Vermutet wird, dass der Ort Yarra Junction Modell stand.
Zentral für die Handlung sind die Gepflogenheiten eines aus der Perspektive von Arthur W. Upfield dargestellten australischen Literaturbetriebes. Ein Teil der Handelnden sind Schriftsteller, die – aus ihrer Sicht – australische Hochliteratur (Literature) schreiben und denen es ganz wichtig ist, sich von denen, die „Trivialliteratur“ (commercial fiction) verfassen, abzusetzen. Das Aufrechterhalten dieser Klassifizierung erweist sich letztendlich als bedeutender Teil des Tatmotivs. Arthur W. Upfield hat selbst jahrelang darunter gelitten, dass er in Australien als Schriftsteller nicht anerkannt wurde. Erst als im Zuge des Zweiten Weltkriegs US-amerikanische Soldaten nach Australien kamen und die Romane von Upfield in die Heimat weiterempfahlen, daraufhin US-amerikanische Verlage begannen, die Krimis von Upfield für den dortigen Markt zu verlegen, bedeutete das auch die Anerkennung und den Durchbruch für Upfield in Australien. Die Leute von nebenan ist so auch eine Abrechnung mit dem zeitgenössischen australischen Literaturbetrieb.

## Personen

### Ermittler
Bony, der zur Polizei von Queensland gehört, verbringt seinen Urlaub in Yarrabo, wo zwei Monate zuvor der Schriftsteller Mervyn Blake in seinem Anwesen verstorben ist. Obwohl der ermittelnde Beamte, Detective Inspector Snook, der örtlich zuständigen victorianischen Polizei keinen Hinweis auf eine unnatürliche Todesursache feststellen konnte, hat dessen Chef, Superintendent Bolt, bei der Sache ein ungutes Gefühl und bittet Bony, etwa zwei Monate nach dem Vorfall, zu ermitteln.
Polizist vor Ort in Yarrabo ist Constable Bob Simes, der Bony bei seinen Ermittlungen unterstützt.

### Die anderen
Wichtig für Bonys Ermittlungen sind Priscilla Pinkey und ihr Kater, Mr. Pickwick. Ms. Pinkey ist alleinstehend und hat viel Zeit, um ihre Nachbarn zu beobachten. Unmittelbare Nachbarn sind das Schriftstellerehepaar Blake und dessen Party-Gäste, meistens ebenfalls Schriftsteller oder Journalisten.
Constable Bob Simes arrangiert, dass Ms. Pinkey Gastgeberin für Bony wird. Ms. Pinkey, Kater Pickwick und Bony verstehen sich blendend und jeder der drei trägt etwas zur Ermittlung in dem Fall bei.
Eine Nebenrolle nimmt der Schriftsteller Clarence B. Bagshott ein – ein Selbstporträt von Upfield –, der auch schon in dessen vorhergehendem Roman, Der Pfad des Teufels, vorkam. Bagshott erklärt Bony (und damit den Lesern), wie der australische Literaturbetrieb funktioniert.

## Handlung
Der Schriftsteller Mervyn Blake ist in seinem Anwesen verstorben, ohne dass es ein Anzeichen für einen unnatürlichen Tod zu geben scheint, ohne dass ein Tatmotiv ersichtlich ist. Superintendent Bolt misstraut den Ergebnissen seines vor Ort tätigen Ermittlers, Detective Inspector Snook, und bittet Bony, sich die Sache mal anzusehen. Gleich zu Beginn seines Aufenthaltes in Yarrabo erleben Ms. Pinkey und Bony eine aufregende und spannende Nacht, als sie auf dem Nachbargrundstück einen Einbruchdiebstahl beobachten. Eher zufällig ist der Ermittlungsbeitrag des Katers Mr. Pickwick, weil dessen Lieblings-Tischtennisball zu Bruch geht.
Weitere merkwürdige Zwischenfälle ereignen sich, in die Teilnehmer der Party verwickelt sind, an deren Ende Mervyn Blake verstorben ist.
Bei der Lösung des Falles verzichtet Upfield auf den sonst seine Romane in unterschiedlicher Ausgestaltung immer abschließenden hoch dramatischen Showdown, sondern verlagert die Lösung des Falles zum Teil in eine Szene, in der Bony seinen Abschlussbericht Constable Simes diktiert.

## Konstruktion
Im Mittelpunkt der Handlung steht der aus Sicht von Upfield aufgeblasene, snobistische, sich selbst bespiegelnde australische Literaturbetrieb, den er in dem Roman vorführt. Das zeigt etwa eine Szene, in der das spätere Mordopfer, Mervyn Blake, einen Diskutanten scharf kritisiert, der die Ansicht vertritt, dass es auf die Erzählung ankomme, das durch Worte gezeichnete Bild, nicht die Worte selbst, also Stil.
Die Mordmethode ist so extrem exotisch, dass der Autor sich genötigt sieht, in einer Fußnote auf die medizinische Fachliteratur zu verweisen, der er sie entnommen hat. Ein später dazu befragter Experte hielt das „Gift“ für völlig unwirksam, um jemanden zu töten.

## Ausgaben
- Soweit nicht anders angegeben, stammen die nachfolgenden Angaben zu den australischen und britischen Ausgaben aus dem Katalog der Australischen Nationalbibliothek.[12]
  - Angus and Robertson, Sydney 1948
  - Angus and Robertson, Sydney 1967
  - British Book Centre, London 1967[13]
  - Pacific Books. Angus and Robertson, Sydney 1968
  - Arkon paperbacks. Angus & Robertson, London & Sydney 1980. ISBN 0207140200
  - Angus and Robertson, Sydney 1984[14]
  - Bolinda Publishing, Melbourne 2000. ISBN 1740300963
  - ETT Imprint, Exile Bay, NSW, 2020. ISBN 9780648739050
  - Royal Exchange, NSW, 2020. ISBN 9781922384553 (E-Book)

- US-amerikanische Ausgaben[15]
  - Doubleday, Garden City, N. Y., 1948 (veröffentlicht für den Crime Club)
  - Macmillan Publishing Company / Collier Books, New York 1987

- Deutschsprachige Ausgaben erschienen unter dem Titel Die Leute von nebenan[16]
  - Goldmanns grosse Kriminal-Romane, K 130. Goldmann, München 1957
  - Goldmanns Taschen-Krimi, Bd. 198. Goldmann, München 1959
  - Goldmann, München, und Krimi-Verlag, Wollerau (Schweiz) 1974. ISBN 978-3-442-00198-9
  - Goldmann-rote-Krimi 198. 3. Auflage. Goldmann, München 1977. ISBN 978-3-442-00198-9
  - Tholenaar, Morsbach/Sieg 1981. ISBN 978-3-88621-033-6
  - 5. Aufl. Goldmann, München 1984. ISBN 978-3-442-00198-9
  - Goldmann-Krimi 198. 6. Aufl. Goldmann, München 1989. ISBN 978-3-442-00198-9
  - Goldmann, München 2001. ISBN 978-3-442-00198-9
  - RM-Buch-und-Medien-Vertrieb u. a., Rheda-Wiedenbrück und Gütersloh 2003. Ohne ISBN – nur für Mitglieder